# فنگ کون
فنگ کون (انگلیسی: Feng Kun؛ زادهٔ ۲۸ دسامبر ۱۹۷۸) یک بازیکن والیبال اهل جمهوری خلق چین است. 